# 제1차 일본공산당
제1차 일본공산당(第一次日本共産党)은 1921년(다이쇼 10년) 4월 내지 1922년(다이쇼 11년) 7월에 설립된 이후 1924년(다이쇼 13년) 무렵 해산될 때까지 비합법조직으로서의 일본공산당이다. 이 시기 공산당은 제대로 된 정당이라기보다는 여러 사상단체의 집합체였다. 불법적 비밀결사로서 평민사나 매문사 시절의 소규모 서클적인 성격을 간직하고 있는, 일종의 오합지졸에 불과했다.
1921년 4월 사카이 토시히코・야마카와 히토시・콘도 에이조・하시우라 토키오・와타나베 마츠히사・타카츠 마사미치 등이 도쿄에서 「일본공산당 준비위원회」 (= 「코민테른 일본지부 준비위원회」)를 비밀리에 발족시켰다. 이후 1922년(다이쇼 11년) 7월 15일 도쿄 시부야에서 『사회주의연구』지를 근거로 하는 사카이와 야마카와를 중심으로 결집하여 불법적으로(치안경찰법 위반이었다) 일본공산당을 창당하기에 이른다. 이 시기 주요 당원은 사카이 토시히코・야마카와 히토시・아라하타 칸손・와타나베 마사노스케・토쿠다 큐이치・사노 마나부・나베아먀 사다치카・노사카 산조・우라타 타케오・요시카와 모리쿠니 등이었다. 동년 11월 코민테른 제4회 대회에 대표를 파견하여 코민테른 일본 지부로 정식 승인되었다. 그러나 1923년 6월 일제히 검거되었고(제1차 일본공산당 검거사건), 아라하타를 제외한 당 지도부 전원의 의사로 1924년 2월 해산했다.
제1차 일본공산당은 그전까지 흩어져 있던 60명 안팎의 일본 공산주의자들의 여러 동아리 연합체와 같은 존재로, 세포를 기초로 한 중앙집권적 조직이 아니었다. 그러나 파벌 영수의 거처를 중심으로 오모리 세포(칸손 그룹), 코우지정 세포(사카이 그룹) 같은 조직이 있었다. 사카이나 아라하타 등 메이지 시대부터 사회주의자 활동을 해온 세대 밑에서 핵심을 이룬 것이 신인회나 건설자동맹, 효민회 같은 학생운동 출신자였다. 예컨대 아라하타계의 수요회를 기초로 만들어진 이른바 오모리 세포는 건설자동맹의 타도코로 테루아키가 참여했다. 또한 효민회 인맥 중 우라타 타케오는 ‘농민운동’ 그룹 세포의 중심이 되며, 여기에는 건설자동맹의 이나무라 류이치가 참여했다. 그 밖에 건설자동맹의 아사누마 이네지로・모리사키 겐키치 등도 제1차 일본공산당에 참여했다. 총동맹 안에도 공산당 그룹이 있었던 것은 확실한 것 같고, 신인회의 아카마츠 카츠마로・노사카 산조가 그 중심 인물이었다. 그 밖에 신인회계 인맥에는 이후 제2차 일본공산당의 중심 인물이 되는 사노 마나부・코이와이 키요시가 참여했다.